# Betinski filmski festival
Betinski filmski festival, hrvatski filmski festival koji se održava u Betini. Najviše se prikazuje kratkometražne filmove.
Festival se održava jednom godišnje. Prvi se održao 2018. godine. Osobitost festivala su autentične lokacije za gledanje filmova, poput 'sail in' kina, kina u koje se uplovljava brodicom, priveže se brod na rivu i gleda na film.
Traje pet dana. Promiče hrvatsku kinematografiju, ali se na njemu prikazuje kroz prezentacije kratke međunarodne filmove. Brojne su projekcije filmova. Prosvjetni dio festivale čine predavanja o filmskoj umjetnosti, čije se mogućnosti istražuje. Festivalski program ima natjecateljski dio koji čine čine projekcije kratkometražnih filmova. Tri su kategorije: animirani, dokumentarni i igrani film. Tročlano festivalsko sudačko povjerenstvo odabire najbolje. Nagrađuje ih se nagradom koja se zove po slavnim betinskim brodograditeljima, Kalafat.
Nenatjecatejlski dio čine nagrađivani dugometražni filmovi hrvatske produkcije. Tu su radionice za djecu i mlade, panel rasprave, debatni klub, glazbeni, zabavni i nagradni program. Organizira se i vježbaonicu pisanja scenarija u sklopu koje polaznicima se posvješćuje elementarna (i pisana i nepisana) pravila te ograničenja scenarističkog posla, kojima se scenaristiku razlikuju od pisanja proze. Organizatori stavljaju veliki naglasak na razvoj publike i kritičkom razmišljanju o filmu te uključiti što više mladeži u radionice ili u organizaciju festivala kroz volontiranje.

## Prvo izdanje
Prvo izdanje Betina Film Festivala održanog 2018. godine odvilo se pod sloganom 'More filmova'. Naglašavajući tako svoj geografski položaj i količinu prikazanih filmova. Na prvom izdanju prikazano je sveukupno 65 filmova u kratkometražnom natjecateljskom i nenatjecateljskom te dugometražnom nenatjetateljskom programu. Festival je tijekom svoj četiri dana od 6. – 9.9.2018. pokrenuo edukativne procese koji će prerasti u programe za djecu i mlade kasnije zvane BAFFKids i BAFFKampus. Voditelji prvih radionica bili su mlada filmašica Maja Stojić i kazališni redatelj Vinko Radovićić.
Priv žiri sastojao se od Borisa Poljaka ( filmskog redatelja i dokumentarista ), Vlade Zrnića ( profesora filma i umjetnosti ) te Ivice Perinovića ( filmskog kolumnista i kritičara).
Dodijeljeno je šest nagrada, po tri u hrvatskoj i tri međunarodnoj selekciji.

### Nagrede
HRVATSKI FILMOVI -
Najbolji dokumentarni film: Dragi susjedi / N.Slijepčević,
Najbolji animirani film: Biciklisti / V.Popović,
Najbolji igrani film: Behemot / I.Dropuljić,
Posebno priznanje: U plavetnilo / A.A. Kusijanović,
Posebno priznanje: Mezostajun / I.Ramljak.
MEĐUNARODNI FILMOVI -
Najbolji igrani film: Crab’s Flight / L. Pineda / VENEZUELA,
Najbolji dokumentarni film: The Grind Message / N. C. Askholm / DANSKA,
Najbolji animirani film: Negative Space / R. Kuwahata, M. Porter / FRANCUSKA,
Posebno priznanje: Heroes / S. Rullon /  ARGENTINA.

### Gosti
Boris Poljak
Vlado Zrnić
Tamara Šoletić 
Veljko Popović 

## Vanjske poveznice
- Službene stranice  Arhivirana inačica izvorne stranice od 26. rujna 2020. (Wayback Machine)
- Facebook
- Instagram
- Film Freeway